# Echtes Schildkraut
Das Echte Schildkraut (Clypeola jonthlaspi) ist eine Pflanzenart aus der Gattung der Schildkräuter (Clypeola) in der Familie der Kreuzblütengewächse (Brassicaceae).

## Beschreibung

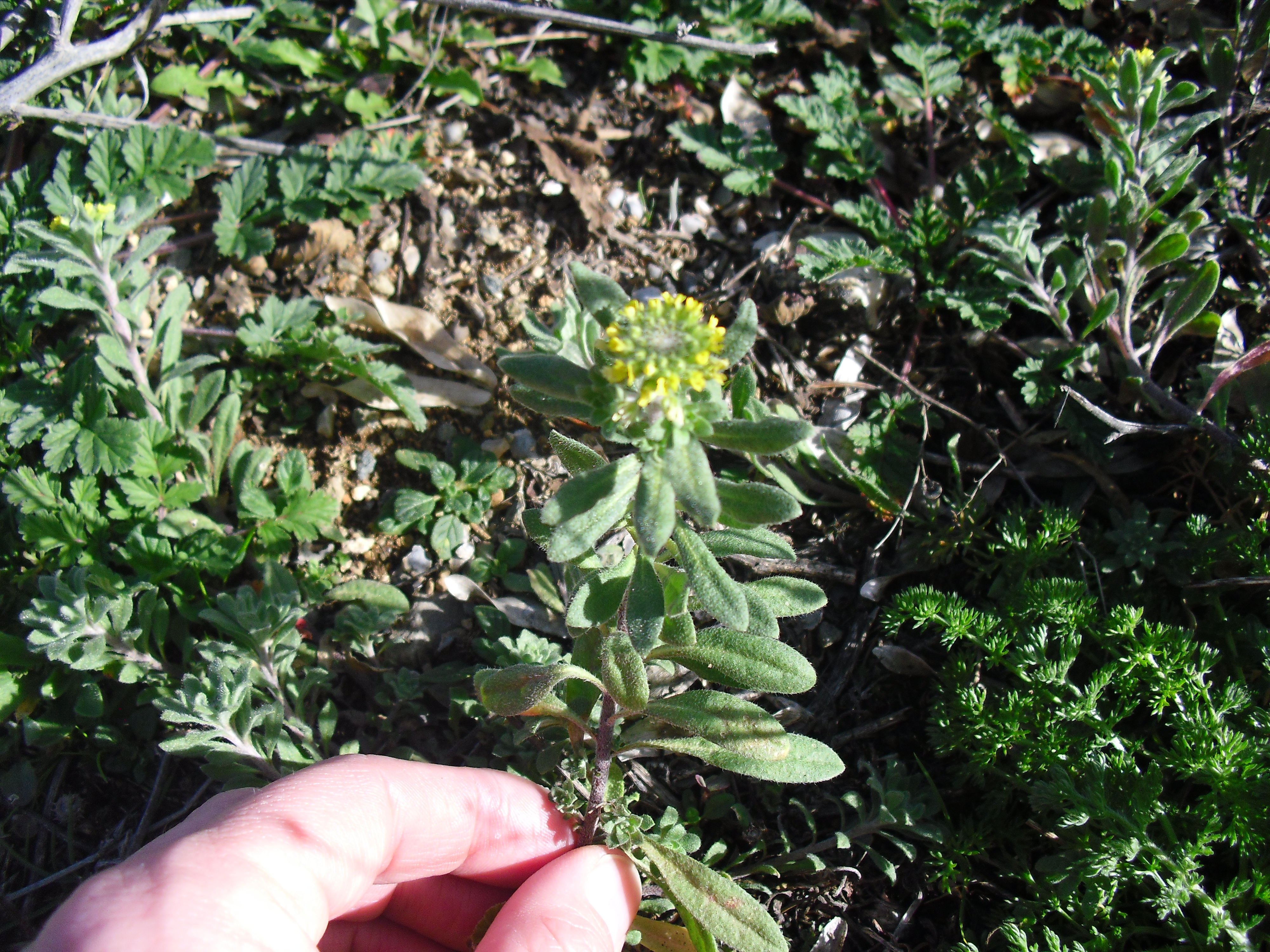
Habitus und schirmtraubiger Blütenstand

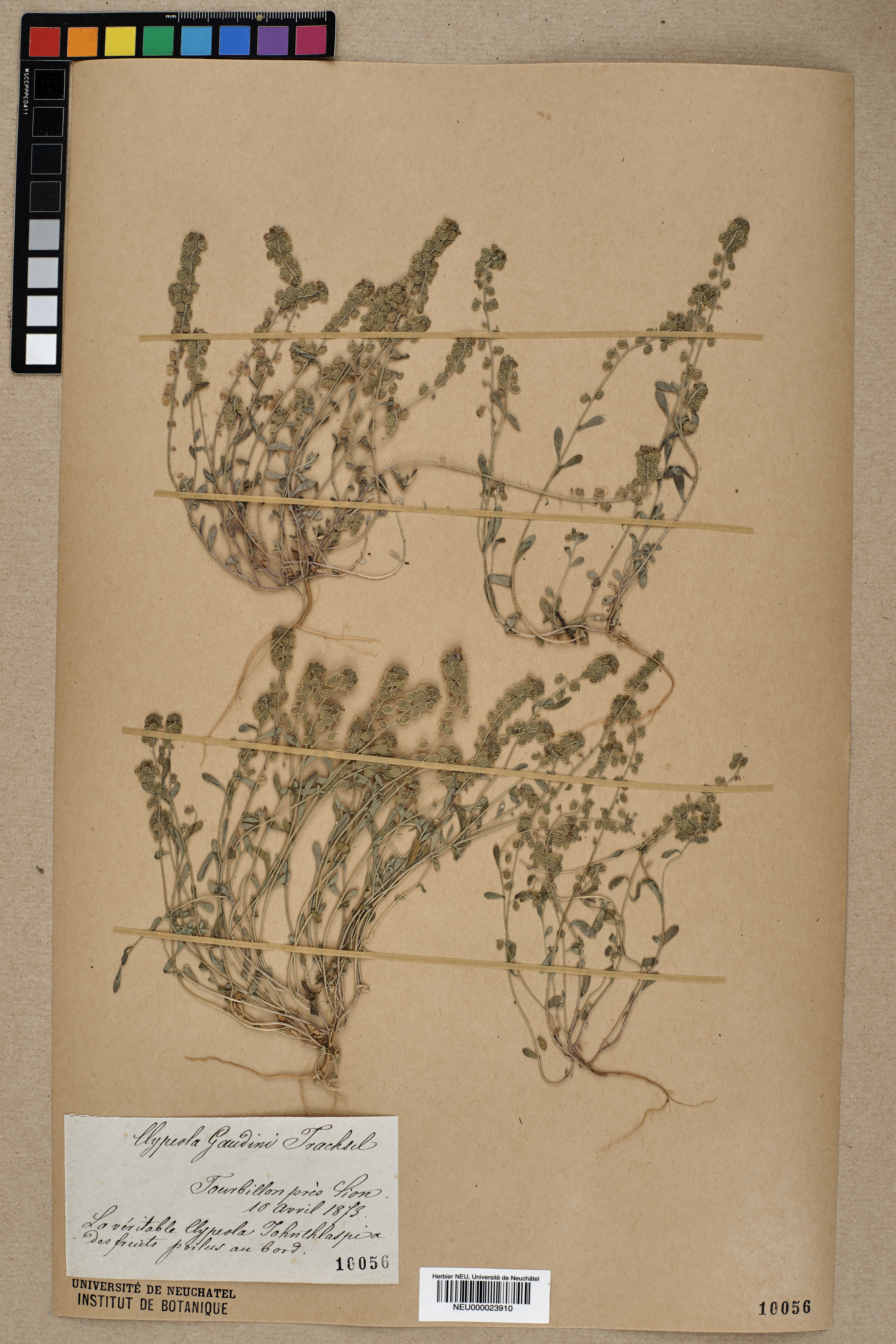
Herbarexemplare

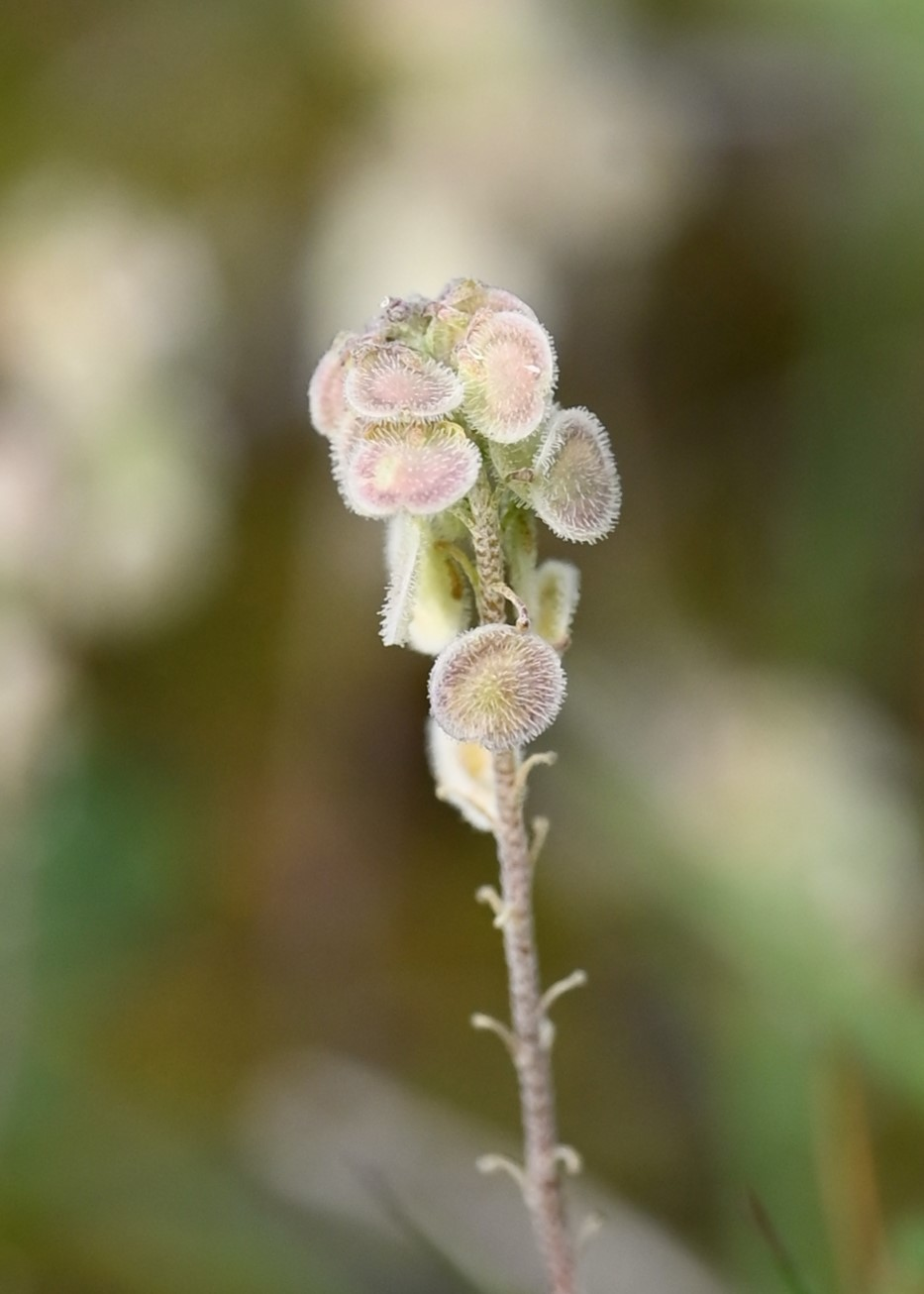
Fruchtstand

### Vegetative Merkmale
Das Echte Schildkraut ist eine einjährige krautige Pflanze, die Wuchshöhen von 5 bis 10, selten bis zu 30 Zentimetern erreicht. Der aufrechte oder aufsteigende Stängel ist oft am Grunde verzweigt. Die oberirdischen Pflanzenteile sind von angedrückten Sternhaaren und einfachen Haaren grauweiß (Indument) und nur gelegentlich rot überlaufen.
Die sitzenden, kleinen Laubblätter sind grundständig und am Stängel verteilt. Die einfache, behaarte Blattspreite ist ganzrandig und verkehrt-eilanzettlich bis spatelförmig. Die Grundblätter sind bis zu 1,5 bis 2 Zentimeter lang und die Stängelblätter sind kleiner.
Die obersten Stängelblätter sind schmal verkehrt-eilänglich.

### Generative Merkmale
Die Blütezeit reicht von März bis Mai. Der anfangs schirmtraubige Blütenstand enthält viele Blüten, er verlängert sich bis zur Fruchtreife beträchtlich zu einem traubigen Fruchtstand. Die Blütenstiele sind aufrecht-abstehend, 1,5 bis 2 Millimeter lang und sternhaarig.
Die sehr kleinen, zwittrigen Blüten besitzen einen Durchmesser von etwa 1,5 Millimetern und sind vierzählig. Die vier Kelchblätter sind eilänglich bis lanzettlich, sie sind sternhaarig und grün mit rötlichem oder gelblichem, kahlem Hautrand. Sie bleiben lange erhalten und sind zuletzt vollständig rotviolett überlaufen. Die vier Kronblätter sind anfangs gelb und zuletzt weißlich. Die Kronblätter sind 1,5 Millimeter lang und schmal, kurz genagelt, am oberen Ende gerundet und kahl. Die längeren Staubblätter sind 1 bis 1,2 Millimeter lang.
Der mit einer Länge von 2 bis 3 Millimetern relativ kurze Fruchtstiel ist hakenförmig gekrümmt und herabgebogen. Die kleinen, mehr oder weniger behaarten bis kahlen und einsamigen, sich nicht öffnenden Schötchen sind flach mit einem geflügelten, gesäumten Rand und mit einem Durchmesser von 3 bis 5 Millimetern nahezu kreisrund. Der Griffel ist in einer kleinen Ausrandung der Fruchtspitze sichtbar und 0,1 Millimeter lang. Die Narbe ist kopfig und seicht zweilappig. Die Samen sind eiförmig, flach, glatt, ungeflügelt und hellbraun.
Die Chromosomenzahl beträgt bei beiden Unterarten 2n = 32.

## Standorte in der Schweiz vonClypeola jonthlaspisubsp.jonthlaspi
Das Echte Schildkraut gedeiht im Mittelmeerraum auf Felsfluren und auf Dünen.
Das Echte Schildkraut kommt in der Schweiz nur im mittleren Rhonetal vor. Es gedeiht dort auf trockenen, sandigen Böden, besonders unter Felsvorsprüngen in der kollin-montanen Höhenstufe. In der Schweiz wächst Clypeola jonthlaspi nach Delarze et al. 2015 als Charakterart in Pflanzengesellschaften des Verbands Wärmeliebende Kalkfels-Pionierflur (= Alysso-Sedion). Die Art gilt in der Schweiz als „verletzlich“.
Die ökologischen Zeigerwerte nach Landolt & al. 2010 sind in der Schweiz: Feuchtezahl F = 1 (sehr trocken), Lichtzahl L = 4 (hell), Reaktionszahl R = 3 (schwach sauer bis neutral), Temperaturzahl T = 4+ (warm-kollin), Nährstoffzahl N = 2 (nährstoffram), Kontinentalitätszahl K = 4 (subkontinental).

## Systematik und Verbreitung
Die Erstveröffentlichung erfolgte 1753 Clypeola jonthlaspi durch Carl von Linné in Species Plantarum, Tomus II, Seite 652. Synonyme für Clypeola jonthlaspi L. sind: Alyssum jonthlaspi (L.) Clairv., Clypeola ambigua Jord. & Fourr., Clypeola glabra Boiss., Clypeola monosperma Lam., Clypeola bruhnsii Gruner, Clypeola gaudinii Trachsel, Clypeola hispida C.Presl, Clypeola hispidula Jord. & Fourr., Clypeola petraea Jord. & Fourr., Clypeola psilocarpa Jord. & Fourr., Clypeola pyrenaica Bordère, Clypeola spathulifolia Jord. & Fourr., Clypeola jonthlaspi subsp. gaudinii (Trachsel) Fiori, Clypeola jonthlaspi var. glabra (Boiss.) Breistr., Clypeola jonthlaspi var. glabriuscula (Gruner) Breistr., Clypeola jonthlaspi var. petraea (Jord. & Fourr.) Fiori,
Bei manchen Autoren gibt es von Clypeola jonthlaspi etwa zwei Unterarten:
- Clypeola jonthlaspi L. subsp. jonthlaspi: Sie kommt im Mittelmeerraum von Nordafrika nördlich bis zur Schweiz, der Ukraine und östlich bis Pakistan in Westasien vor.[7]
- Clypeola jonthlaspi subsp. microcarpa (Moris) Fiori (Syn.: Clypeola microcarpa Moris): Sie kommt auf Mallorca, Ibiza, in Spanien[8], Nordmazedonien und Bulgarien vor.[7]